# G.hn
G.hn és el nom comú que rep l'estàndard per a xarxes en interiors de domicilis. Aquest estàndard ha estat desenvolupat per la Unió Internacional de Telecomunicacions (ITU) i promogut per diverses organitzacions com el HomeGrid Forum.
Aquesta especificació defineix la capa física, essent la recomanació ITU G.9960.
Amb aquestes especificacions es pretén crear un únic estàndard que valgui per qualsevol tipus de cable existent a l'interior d'una casa.